# Vauxaillon
Vauxaillon je francouzská obec v departementu Aisne v regionu Hauts-de-France. V roce 2011 zde žilo 509 obyvatel.

## Sousední obce
Allemant, Anizy-le-Château, Laffaux, Landricourt, Leuilly-sous-Coucy, Neuville-sur-Margival, Pinon, Terny-Sorny

## Vývoj počtu obyvatel
Počet obyvatel 